# Shūkichi Mitsukuri
Shūkichi Mitsukuri (箕作 秋吉), né le 21 octobre 1895 à Tokyo - 10 mai 1971 dans la préfecture de Kanagawa, est un compositeur japonais de musique classique.

## Biographie
Après des études à l'Université de Tokyo, Mitsukuri est élève du compositeur Georg Schumann à Berlin et de Joseph Rosenstock à Tokyo. En 1935, il fonde la section japonaise de la « Société internationale de musique contemporaine » dont il est secrétaire général jusqu'en 1953. À partir de 1939, il est professeur à l'Université de Tokyo.
Il compose deux symphonies et une sinfonietta, deux poèmes symphoniques, un concert pour piano, une Suite classique, des œuvres de Musique de chambre, des pièces pour violon et piano ainsi que plusieurs lied et recueil de chants folkloriques.

## Œuvres
- 1927 Suite romantique, op. 3 pour orchestre
- 1927 Musique classique, op. 4 pour quatuor à cordes (ou orchestre)
- 1931 10 haikai de Bashō, op. 8 pour voix et piano (ou orchestre)
- 1934 Sinfonietta classica
- 1935 Sonate pour violon et piano, op. 15
- 1935 Three Piano Pieces after the Flower, op. 16 pour piano
- 1950 Symphonie, op. 20 pour chœur et orchestre
- 1953 Concerto pour piano et orchestre
- 1955 Quintette pour piano, op. 31
- 1958 Sakura-sakura pour violoncelle et piano